# Parafia Matki Bożej Nieustającej Pomocy w Łowiczu
Parafia Matki Bożej Nieustającej Pomocy w Łowiczu – rzymskokatolicka parafia należąca do dekanatu Łowicz-Katedra w diecezji łowickiej.
Erygowana 2 czerwca 2000 r. przez biskupa łowickiego Alojzego Orszulika.
Parafia swym zasięgiem obejmuje północną część Łowicza – Korabkę oraz Chąśno, Chąśno Drugie, Goleńsko oraz Parcelę.